# Ben-Hur (pel·lícula del 1907)
Ben-Hur és un curtmetratge mut de 1907, dirigit pel canadenc Sidney Olcott. D'una duració de quinze minuts, és la primera adaptació cinematogràfica de la novel·la de Lewis Wallace, Ben-Hur.
El punt fort de la pel·lícula és la carrera de carros, que va ser filmada en una platja de Nova Jersey.
El 1925 es va rodar una altra versió, però el principal remake de la pel·lícula va ser el de 1959: Ben Hur.

## Repartiment
- Herman Rottger: Ben Hur
- William S. Hart: Messala